# Assalto em Dresden em 2019

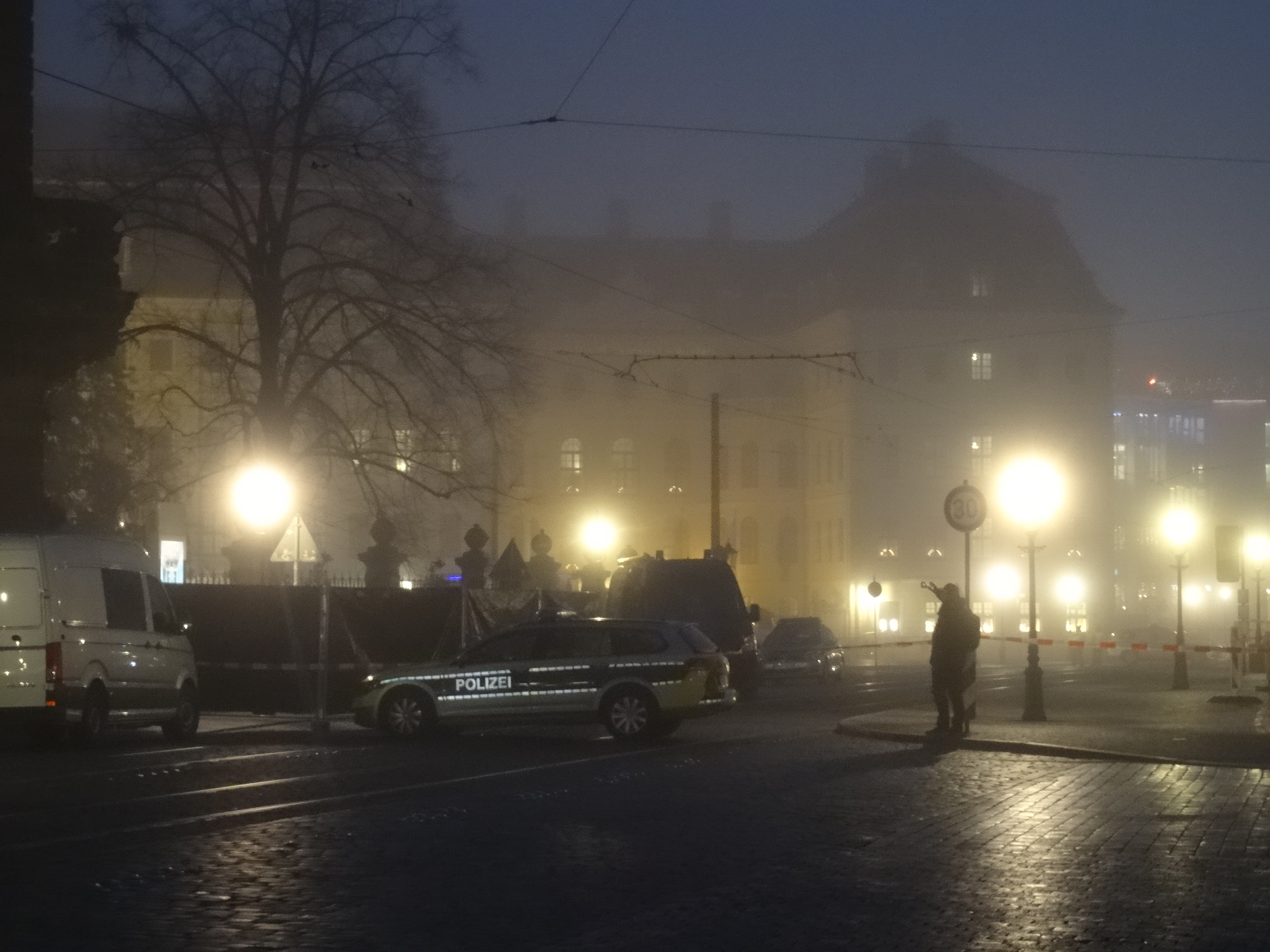
Local do crime de entrada do museu Grünes Gewölbe.

O assalto em Dresden em 2019 foi um furto de joias reais que foram roubadas do museu Grünes Gewölbe (Green Vault), ocorrido em 25 de novembro de 2019, dentro do Castelo de Dresden, em Dresden, Alemanha. Os itens roubados incluem a estrela do peito repleta de diamantes da Ordem Polonesa da Águia Branca, que pertencia ao Rei da Polônia, um fecho de chapéu com um diamante de 16 quilates, um grampo de cabelo de diamantes e um punho cravejado de diamantes contendo nove grandes e 770 diamantes menores, junto com uma bainha correspondente. Os itens em falta eram de grande valor cultural para o Estado da Saxônia e foram descritos como de valor inestimável, com estimativas de preço de mais de 1 bilhão de euros.
Com essa estimativa feita pelo jornal Bild, o furto se tornou no maior roubo de um museu da história, superando o assalto ao museu Isabella Stewart Gardner, em 1990, em que mais de 500 milhões de dólares foram roubados. Em outro levantamento feito, o assalto é tido como o maior roubo da história, no quesito de valor dos bens roubados.

## Investigação
O primeiro carro da polícia foi chamado para o prédio às 4h59, chegando cinco minutos depois, mas nesse tempo os suspeitos já haviam escapado. A polícia montou barreiras nas proximidades de Dresden, na tentativa de impedir que os suspeitos fossem embora. No entanto, segundo a polícia, a proximidade do museu com o autobahn provavelmente ajudou os suspeitos a escaparem. A polícia acredita que os ladrões fugiram em um Audi A6; um veículo idêntico foi encontrado mais tarde em chamas em um estacionamento subterrâneo. A polícia ofereceu 500 mil euros de recompensa por informações que poderiam levar à captura dos perpetradores.
Por volta de 12 de dezembro de 2019, vários meios de comunicação alemães relataram que a polícia está investigando ligações a um clã árabe em Berlim.

## Acusação e condenação
Em setembro de 2021, 6 homens foram acusados do assalto estimado em mais de 100 milhões de euros.
Os suspeitos, com idades entre 22 e 27 anos, foram acusados de roubo qualificado e incêndio criminoso qualificado. Dois já haviam sido condenados pelo roubo de uma moeda de ouro de 100 quilos num museu em Berlim, em 2017.
Nenhum dos objetos roubados foi recuperado.
Acredita-se que os suspeitos tenham iniciado um incêndio para cortar o fornecimento de energia nas ruas ao redor do museu, pouco antes do roubo. Durante a fuga, terão incendiado um Audi S6 num estacionamento subterrâneo, danificando 61 veículos. Os danos materiais são estimados em mais de um milhão de euros.
Em Maio de 2023, 5 homens foram condenados a penas de vários anos prisão pela participação num assalto.
A maioria dos acusados teve penas mais leves, até seis anos de prisão, porque eles confessaram parcialmente os crimes após um “acordo” legal e porque alguns dos tesouros foram devolvidos. Um sexto arguido foi absolvido.